# Bruce Gowers
Pour les articles homonymes, voir Gowers.
Bruce Gowers est un réalisateur de télévision américain d'origine écossaise, né le 21 décembre 1940 à New Kilbride (Écosse) et mort le 15 janvier 2023 à Santa Monica (Californie).
Il a réalisé des clips pour des groupes de rock, par exemple Bohemian Rhapsody pour Queen ou A Trick Of The Tail pour Genesis.

## Filmographie
- 1970 : The Kenny Everett Explosion (série télévisée)
- 1970 : Ev (série télévisée)
- 1974 : La Vie secrète d'Edgar Briggs ("The Top Secret Life of Edgar Briggs") (série télévisée)
- 1975 : Larry Grayson (série télévisée)
- 1976 : Stanley Baxter's Christmas Box (téléfilm)
- 1983 : American Video Awards (téléfilm)
- 1983 : Eddie Murphy Delirious (téléfilm)
- 1983 : This Is Your Life (série télévisée)
- 1984 : Billy Crystal: A Comic's Line (téléfilm)
- 1986 : Dancin' to the Hits (série télévisée)
- 1987 : Jerry Seinfeld: Stand-Up Confidential (téléfilm)
- 1988 : George Carlin: What Am I Doing in New Jersey? (téléfilm)
- 1989 : That's What Friends Are for: Arista's 15th Anniversary Concert (téléfilm)
- 1989 : L.A. Friday (série télévisée)
- 1990 : Cats, Cops and Stuff (téléfilm)
- 1992 : Rock and Roll Inaugural Ball (téléfilm)
- 1992 : MTV Video Music Awards 1992 (téléfilm)
- 1992 : 1992 MTV Movie Awards (téléfilm)
- 1992 : Free to Laugh: A Comedy and Music Special for Amnesty International (téléfilm)
- 1992 : Roundhouse (série télévisée)
- 1993 : 1993 MTV Movie Awards (téléfilm)
- 1993 : Animaniacs (série télévisée)
- 1993 : Psychoderelict (téléfilm)
- 1994 : 1994 MTV Movie Awards (téléfilm)
- 1994 : Kidsongs (série télévisée)
- 1994 : MTV Video Music Awards 1994 (téléfilm)
- 1995 : 1995 MTV Movie Awards (téléfilm)
- 1995 : Woodstock '94 (vidéo)
- 1996 : 1996 MTV Movie Awards (téléfilm)
- 1996 : 1996 VH1 Honors (téléfilm)
- 1996 : 1996 VH1 Fashion Awards (téléfilm)
- 1997 : 1997 MTV Movie Awards (téléfilm)
- 1997 : Rodney Dangerfield's 75th Birthday Toast (téléfilm)
- 1997 : Fleetwood Mac: The Dance (téléfilm)
- 1997 : 1997 VH1 Fashion Awards (téléfilm)
- 1997 : The Rolling Stones: Bridges to Babylon Tour '97-98 (téléfilm)
- 1998 : 1998 MTV Movie Awards (téléfilm)
- 1998 : Hollywood Salutes Arnold Schwarzenegger: An American Cinematheque Tribute (téléfilm)
- 1998 : Three Cats from Miami and Other Pet Practitioners (téléfilm)
- 1998 : Whose Line Is It Anyway? (série télévisée)
- 1998 : Sin City Spectacular (série télévisée)
- 1998 : 1998 VH1 Fashion Awards (téléfilm)
- 1999 : 1999 MTV Movie Awards (téléfilm)
- 1999 : Arista Records' 25th Anniversary Celebration (téléfilm)
- 1999 : The American Film Institute Salute to Dustin Hoffman (téléfilm)
- 1999 : Family Feud (jeu télévisé)
- 1999 : The 1999 Billboard Music Awards (téléfilm)
- 2000 : Women Rock! Girls and Guitars (téléfilm)
- 2000 : MTV Video Music Awards 2000 (téléfilm)
- 2000 : 14th Annual American Comedy Awards (téléfilm)
- 2000 : 2000 MTV Movie Awards (téléfilm)
- 2000 : Jennifer Lopez: Feelin' So Good (vidéo)
- 2000 : My VH1 Music Awards (téléfilm)
- 2000 : Britney Spears: There's No Place Like Home (téléfilm)
- 2000 : The 2000 Billboard Music Awards (téléfilm)
- 2001 : The 2001 Billboard Music Awards (téléfilm)
- 2001 : The 28th Annual American Music Awards (téléfilm)
- 2001 : Sarah Brightman: La Luna - Live in Concert (vidéo)
- 2001 : 15th Annual American Comedy Awards (téléfilm)
- 2001 : An All-Star Tribute to Brian Wilson (téléfilm)
- 2002 : American Idols in Las Vegas (téléfilm)
- 2002 : Muhammad Ali's All-Star 60th Birthday Celebration! (téléfilm)
- 2002 : 2002 MTV Movie Awards (téléfilm)
- 2002 : American Idol: The Search for a Superstar (série télévisée)
- 2002 : The 3rd Annual Women Rock! Girls and Guitars (téléfilm)
- 2002 : The 2002 Billboard Music Awards (téléfilm)
- 2003 : The 31st Annual American Music Awards (téléfilm)
- 2003 : The 30th Annual American Music Awards (téléfilm)
- 2003 : American Juniors (série télévisée)
- 2003 : The Teen Choice Awards 2003 (téléfilm)
- 2003 : An American Idol Christmas (téléfilm)
- 2003 : Harry for the Holidays (téléfilm)
- 2003 : Justin Timberlake: Down Home in Memphis - One Night Only (téléfilm)
- 2003 : The 2003 Billboard Music Awards (téléfilm)
- 2004 : The Teen Choice Awards 2004 (téléfilm)
- 2004 : 2004 Hispanic Heritage Awards (téléfilm)
- 2004 : Tributo a nuestros héroes (téléfilm)
- 2004 : Sarah Brightman: The Harem World Tour - Live from Las Vegas (vidéo)
- 2004 : Genius: A Night for Ray Charles (téléfilm)
- 2004 : The 2004 Billboard Music Awards (téléfilm)
- 2005 : The 31st Annual People's Choice Awards (téléfilm)
- 2005 : Nickelodeon Kids' Choice Awards '05 (téléfilm)
- 2005 : The 2005 World Music Awards (téléfilm)
- 2005 : The 57th Annual Primetime Emmy Awards (téléfilm)
- 2005 : An All-Star Salute to Patti LaBelle: Live from Atlantis (téléfilm)
- 2005 : The 2005 Billboard Music Awards (téléfilm)
- 2006 : Miss America (téléfilm)
- 2006 : Nickelodeon Kids' Choice Awards '06 (téléfilm)
- 2006 : The 58th Annual Primetime Emmy Awards (téléfilm)